# Райт, Уильям Хэммонд
Уильям Хэммонд Райт (англ. William Hammond Wright; 1871—1959) — американский астроном.
Член Национальной академии наук США (1922).

## Биография
Родился в Сан-Франциско, в 1893 году окончил Калифорнийский университет. В 1897—1944 годах работал в Ликской обсерватории (в 1935—1942 годах — её директор).
Основные труды в области наблюдательной астрономии. В 1903 году установил в Чили 36-дюймовый рефлектор экспедиции Ликской обсерватории, с помощью этого инструмента определил лучевые скорости многих южных звезд. Изучил спектры Новой Персея 1901 (совместно с У. У. Кэмпбеллом), Новой Близнецов 1912 и Новой Змееносца 1919. Выполнил первое детальное исследование спектров планетарных туманностей; измерил длины волн большого числа линий и отождествил их; установил, что все центральные звезды в планетарных туманностях имеют спектры класса O и многие из них напоминают спектры звезд типа Вольфа — Райе. Обнаружил стратификацию (расслоение) излучения планетарных туманностей, впервые исследовал внутренние движения в планетарных туманностях, их расширение. В 1924—1927 годах получил большие ряды фотографий планет в шести цветах (от 3600 до 7600 Å). Важным результатом этой работы было надежное подтверждение, независимо от Г. А. Тихова, того факта, что атмосфера Марса прозрачна для красных лучей и сильно рассеивает синие лучи. В последние годы жизни занимался проблемой определения собственных движений звезд с использованием далеких галактик в качестве опорных точек.
Награждён медалью Г. Дрейпера Национальной академии наук США (1928), медалью П. Ж. С. Жансена Парижской АН (1928), Золотой медалью королевского астрономического общества (1938).
В его честь названы кратер на Луне и кратер на Марсе.